# Theridion quadripartitum
Theridion quadripartitum är en spindelart som beskrevs av Eugen von Keyserling 1891. Theridion quadripartitum ingår i släktet Theridion och familjen klotspindlar. Inga underarter finns listade i Catalogue of Life.